# Dislocació de Taylor

Luxacions de vora (esquerra) i cargol (dreta).

En la ciència dels materials, una dislocació o dislocació de Taylor és un defecte o irregularitat cristal·logràfica lineal dins d'una estructura cristal·lina que conté un canvi brusc en la disposició dels àtoms. El moviment de les dislocacions permet als àtoms lliscar els uns sobre els altres a nivells d'estrès baixos i es coneix com lliscament o lliscament. L'ordre cristal·lí es restaura a banda i banda d'una dislocació de lliscament, però els àtoms d'un costat s'han mogut una posició. L'ordre cristal·lí no es restaura completament amb una luxació parcial. Una dislocació defineix el límit entre les regions de material lliscada i no lliscada i, com a resultat, ha de formar un bucle complet, intersecar altres dislocacions o defectes o estendre's fins a les vores del cristall. Una dislocació es pot caracteritzar per la distància i la direcció del moviment que provoca als àtoms que es defineix pel vector de Burgers. La deformació plàstica d'un material es produeix per la creació i el moviment de moltes dislocacions. El nombre i la disposició de les dislocacions influeixen en moltes de les propietats dels materials.
Els dos tipus principals de luxacions són les luxacions sèssils que són immòbils i les luxacions glissils que són mòbils. Exemples de luxacions sèssils són la dislocació de l'escala i la unió Lomer-Cottrell. Els dos tipus principals de luxacions mòbils són les luxacions de vora i de cargol.
Les dislocacions de les vores es poden visualitzar com a causades per la terminació d'un pla d'àtoms al mig d'un cristall. En aquest cas, els plans circumdants no són rectes, sinó que es dobleguen al voltant de la vora del pla final de manera que l'estructura de cristall estigui perfectament ordenada a banda i banda. Aquest fenomen és anàleg a la meitat d'un tros de paper inserit en una pila de paper, on el defecte de la pila només es nota a la vora del mig full.
La teoria que descriu els camps elàstics dels defectes va ser desenvolupada originalment per Vito Volterra el 1907. El 1934, Egon Orowan, Michael Polanyi i GI Taylor, van proposar que les baixes tensions observades per produir deformació plàstica en comparació amb les prediccions teòriques de l'època podien explicar-se en termes de la teoria de les dislocacions.

## Història
La teoria que descriu els camps elàstics dels defectes va ser desenvolupada originalment per Vito Volterra el 1907.  El terme "dislocació" que es refereix a un defecte a escala atòmica va ser encunyat per GI Taylor el 1934.
Abans de la dècada de 1930, un dels reptes perdurables de la ciència dels materials era explicar la plasticitat en termes microscòpics. Un intent simplista de calcular l'esforç de cisalla en què els plans atòmics veïns llisquen entre si en un cristall perfecte suggereix que, per a un material amb mòdul de cisalla {\displaystyle G}, força de tall {\displaystyle \tau _{m}} ve donada aproximadament per:
{\displaystyle \tau _{m}={\frac {G}{2\pi }}.}
El mòdul de cisalla en els metalls es troba normalment dins del rang de 20.000 a 150.000 MPa, cosa que indica una tensió de cisalla prevista de 3.000 a 24.000 MPa. Això va ser difícil de conciliar amb les tensions de cisalla mesurades en el rang de 0,5 a 10 MPa.
El 1934, Egon Orowan, Michael Polanyi i GI Taylor van proposar de manera independent que la deformació plàstica es podia explicar en termes de la teoria de les dislocacions. Les dislocacions es poden moure si els àtoms d'un dels plans circumdants trenquen els seus enllaços i es tornen a unir amb els àtoms de la vora final. En efecte, un mig pla d'àtoms es mou en resposta a l'esforç de cisalla trencant i reformant una línia d'enllaços, un (o uns quants) alhora. L'energia necessària per trencar una fila d'enllaços és molt inferior a la necessària per trencar tots els enllaços d'un pla sencer d'àtoms alhora. Fins i tot aquest model senzill de la força necessària per moure una dislocació mostra que la plasticitat és possible a tensions molt més baixes que en un cristall perfecte. En molts materials, especialment materials dúctils, les dislocacions són el "portador" de la deformació plàstica, i l'energia necessària per moure'ls és menor que l'energia necessària per fracturar el material.

## Mecanismes
Una dislocació és un defecte o irregularitat cristal·logràfica lineal dins d'una estructura cristal·lina que conté un canvi brusc en la disposició dels àtoms. L'ordre cristal·lí es restaura a banda i banda d'una dislocació, però els àtoms d'un costat s'han mogut o lliscat. Les dislocacions defineixen el límit entre les regions de material lliscades i no lliscades i no poden acabar dins d'una xarxa i s'han d'estendre fins a una vora lliure o formar un bucle dins del cristall. Una dislocació es pot caracteritzar per un vector que inclou la distància i la direcció del moviment relatiu que provoca als àtoms mentre es mou a través de la xarxa. Aquest vector caracteritzador s'anomena vector Burgers i es manté constant encara que la forma de la luxació pugui canviar o deformar-se.
Existeixen diversos tipus de luxacions, amb luxacions mòbils conegudes com a glissils i luxacions immòbils anomenades sèssils. El moviment de les dislocacions mòbils permet que els àtoms llisquin els uns sobre els altres a nivells d'estrès baixos i es coneix com lliscament o lliscament. El moviment de les dislocacions es pot veure millorat o dificultat per la presència d'altres elements dins del cristall i amb el temps, aquests elements es poden difondre a la luxació formant una atmosfera de Cottrell. La fixació i la separació d'aquests elements explica alguns dels comportaments de fluència inusuals que s'observen amb els acers. La interacció de l'hidrogen amb les dislocacions és un dels mecanismes proposats per explicar la fragilitat de l'hidrogen.

## Geometria

Una dislocació de vora (b = vector Burgers)

Existeixen dos tipus principals de luxacions mòbils: vora i cargol. Les dislocacions que es troben en materials reals solen ser mixtes, és a dir, tenen característiques d'ambdós.

### Edge
Un material cristal·lí consisteix en una matriu regular d'àtoms, disposats en plans de gelosia. Una dislocació de vora és un defecte on s'introdueix un mig pla d'àtoms addicional a mig camí del cristall, distorsionant els plans propers d'àtoms. Quan s'aplica força força des d'un costat de l'estructura cristal·lina, aquest pla addicional passa a través de plans d'àtoms trencant-se i unint enllaços amb ells fins que arriba al límit del gra. La dislocació té dues propietats, una direcció de línia, que és la direcció que recorre la part inferior del mig pla addicional, i el vector Burgers que descriu la magnitud i la direcció de la distorsió de la xarxa. En una dislocació de vora, el vector Burgers és perpendicular a la direcció de la línia.

Diagrama esquemàtic (plans de gelosia) que mostra una dislocació de la vora. Vector d'hamburgueses en negre, línia de dislocació en blau.

### Cargol
Es pot visualitzar una dislocació del cargol tallant un cristall al llarg d'un pla i lliscant una meitat sobre l'altra mitjançant un vector de gelosia, les meitats encaixant de nou sense deixar cap defecte. Si el tall només travessa parcialment el cristall i després es llisca, el límit del tall és una dislocació del cargol. Comprèn una estructura en la qual es traça un camí helicoïdal al voltant del defecte lineal (línia de dislocació) pels plans atòmics de la xarxa cristal·lina. En les dislocacions de cargol purs, el vector Burgers és paral·lel a la direcció de la línia. Una sèrie de dislocacions del cargol pot provocar el que es coneix com un límit de gir. En un límit de gir, la desalineació entre els grans de cristall adjacents es produeix a causa de l'efecte acumulat de les dislocacions del cargol dins del material. Aquestes dislocacions provoquen una desorientació rotacional entre els grans adjacents, donant lloc a una deformació semblant a un gir al llarg del límit. Els límits de torsió poden influir significativament en les propietats mecàniques i elèctriques dels materials, afectant fenòmens com el límit del gra, la fluència i el comportament de
{\displaystyle \tau _{r}={\frac {-\mu \mathbf {b} }{2\pi r}}}
on {\displaystyle \mu } és el mòdul de cisalla del material, {\displaystyle \mathbf {b} } és el vector Burgers, i {\displaystyle r} és una coordenada radial. Aquesta equació suggereix un cilindre llarg de tensió que irradia cap a l'exterior des del cilindre i que disminueix amb la distància. Aquest model senzill dóna com a resultat un valor infinit per al nucli de la dislocació a {\displaystyle r=0} i per tant només és vàlid per a tensions fora del nucli de la dislocació. Si el vector Burgers és molt gran, el nucli pot estar buit, donant lloc a una microtuba, com s'observa habitualment en el carbur de silici.